# Porsche Panamera I

Logo.

Vous lisez un « bon article ».
La Porsche Panamera est une berline cinq portes sportive de luxe du constructeur automobile allemand Porsche. D'un genre inédit pour la marque, la Panamera est censée directement concurrencer les Maserati Quattroporte, Mercedes-Benz Classe CLS, Classe S, Classe E 63 AMG, Audi S7 et RS6, RS7, S8, BMW Série 6 et BMW Série 7, Aston Martin Rapide ou encore la toute dernière Tesla Model S. La Panamera, dont le nom a été choisi en hommage à la course mexicaine dénommée Carrera Panamericana, a pour objectif de concilier la sportivité d'une GT et le confort d'une berline, tout en maîtrisant la consommation et les rejets de CO2. Le magazine Auto Bild lui décerne d'ailleurs le « volant d'or » dans la catégorie « voiture performante de luxe ».
La version définitive, bien qu'auparavant dévoilée sur le site Porsche, est présentée au salon de Shanghai en 2009. Réalisé sans collaboration extérieure malgré un coût de conception estimé à un milliard d'euros, ce nouveau véhicule est une propulsion à moteur avant. L'usine de Leipzig, que ce nouveau modèle sert à amortir, l'assemble et la livre aux concessions allemandes depuis le 12 septembre 2009. Le prix de base de la version Panamera est fixé à 85 967 € TTC.

## Contexte

### Origine du nom

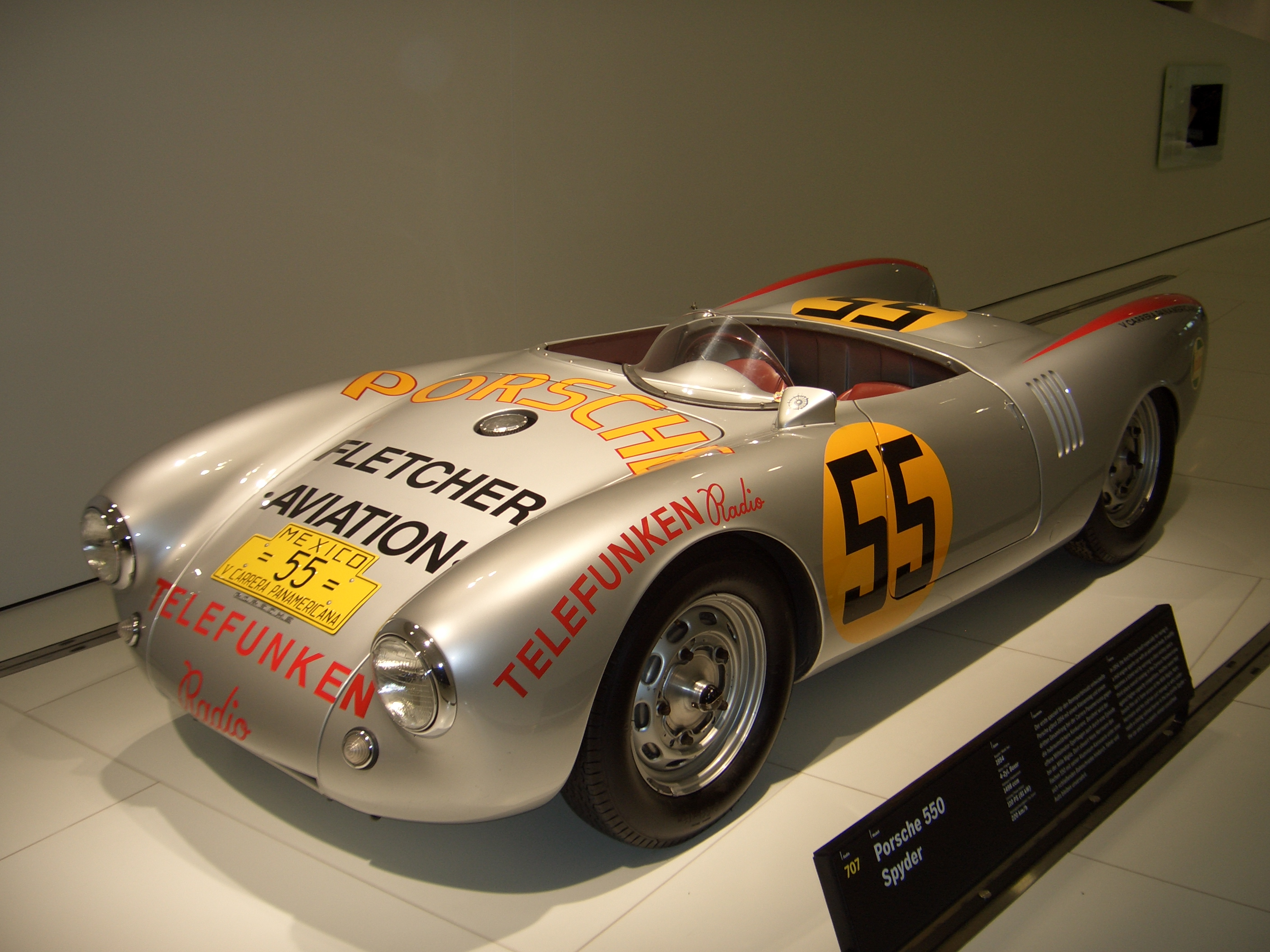
La Porsche 550 RS Spyder victorieuse de la Carrera Panamericana en 1954.

Il n'est pas rare pour un constructeur d'automobiles de prestige tel que Porsche de choisir le patronyme de ses futurs modèles en l'honneur de victoires remportées lors de son engagement en compétition automobile. La Porsche Panamera porte ainsi un nom évocateur pour le constructeur allemand, la Carrera Panamericana étant probablement « la course la plus chère au cœur de la marque, l'une des plus mythiques, voire pour certains, la plus mythique de toutes ».
La Carrera Panamericana est une course organisée dans les années 1950 au Mexique, dont le parcours de plus de 3 000 km traversait le pays de part en part. Pouvant durer de quatre à six jours, la Carrera Panamericana était extrêmement éprouvante pour les participants — chaleur, route dégradée et changements d'altitude mettaient à rude épreuve aussi bien l'endurance des machines que celle des hommes — si bien que « quiconque en ressortait vivant et vainqueur méritait un respect atemporel ».
En 1954, Porsche y engage plusieurs 550 RS Spyder, fortes d'un nouveau moteur de 117 ch et doté de quatre arbres à cames. Le faible poids de ces modèles leur procure un net avantage, si bien que deux d'entre elles, pilotées par Hans Herrmann et Jaroslav Juhan, terminent respectivement troisième et quatrième au classement général, assurant la victoire de Porsche dans la catégorie des moins de 1 500 cm3. Ce doublé est une performance remarquable dans cette catégorie. C'est donc en l'honneur de cette victoire que Porsche décide de dénommer son nouveau modèle « Panamera ».

### Diversification

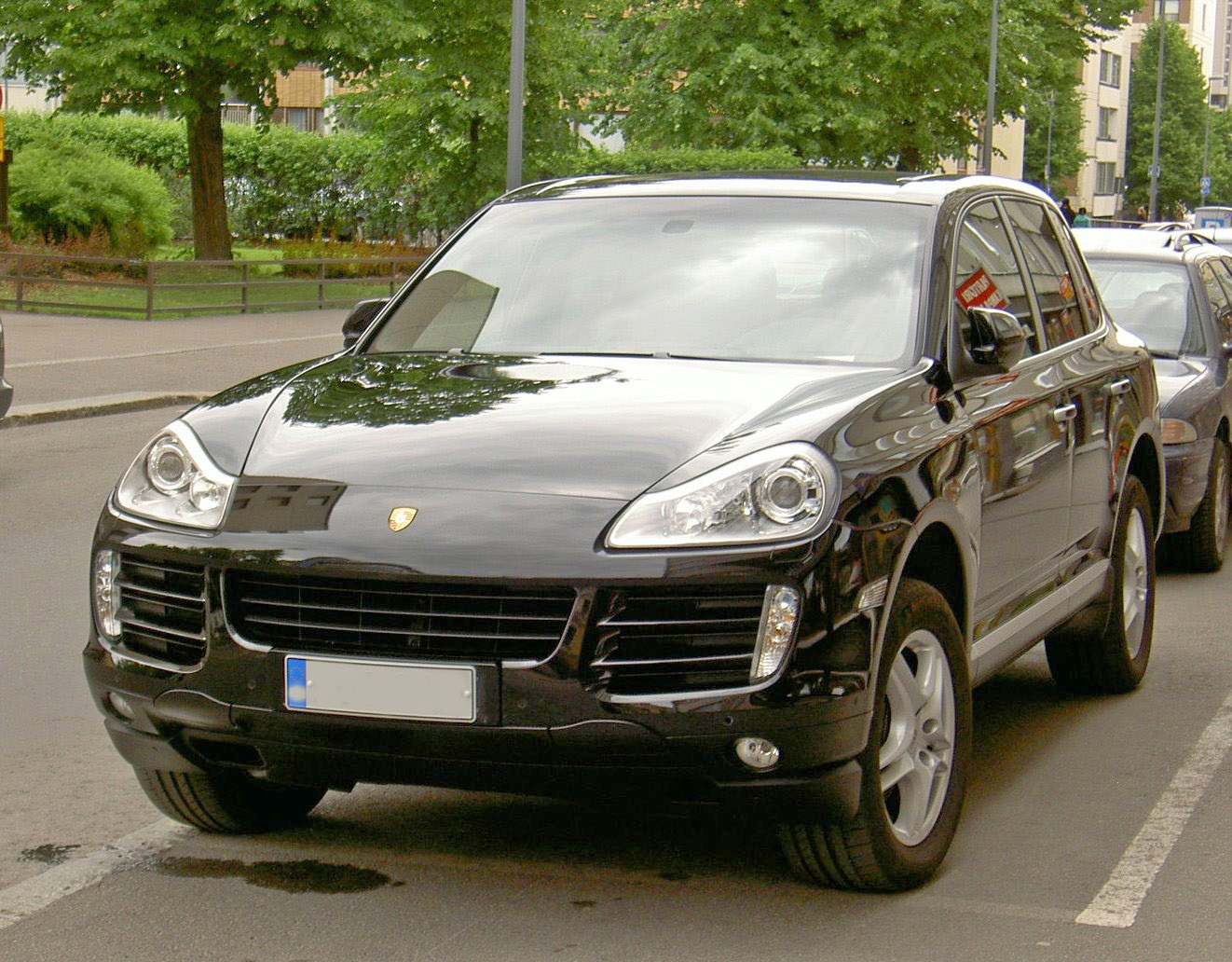
Le Porsche Cayenne a connu un grand succès.

Bien que les puristes de la marque aient mal perçu l'arrivée en 2002 d'un véhicule tout-terrain à vocation sportive, le Cayenne, dans la gamme du constructeur allemand, la stratégie de diversification entamée par Wendelin Wiedeking – le président-directeur général de Porsche – se révèle être très efficace d'un point de vue économique. En s'implantant sur des marchés où il est alors absent comme la Chine, la Russie ou l'Amérique du Sud, Porsche parvient à doubler ses ventes et atteindre les 100 000 unités produites en 2007.
L'objectif incarné par la Panamera est de positionner Porsche sur le segment des berlines sportives haut-de-gamme. Klaus Berning, vice-président exécutif ventes et marketing, explique d'ailleurs qu'avec la Panamera, « Porsche entre dans un segment de marché complètement nouveau pour ses clients et que la marque ajoute ainsi à nouveau un modèle inédit à sa gamme, ». D'ailleurs, Porsche estime que 90 % des futurs possesseurs de Panamera n'auront jamais acheté un de ses véhicules auparavant.

### Présentation officielle en Asie

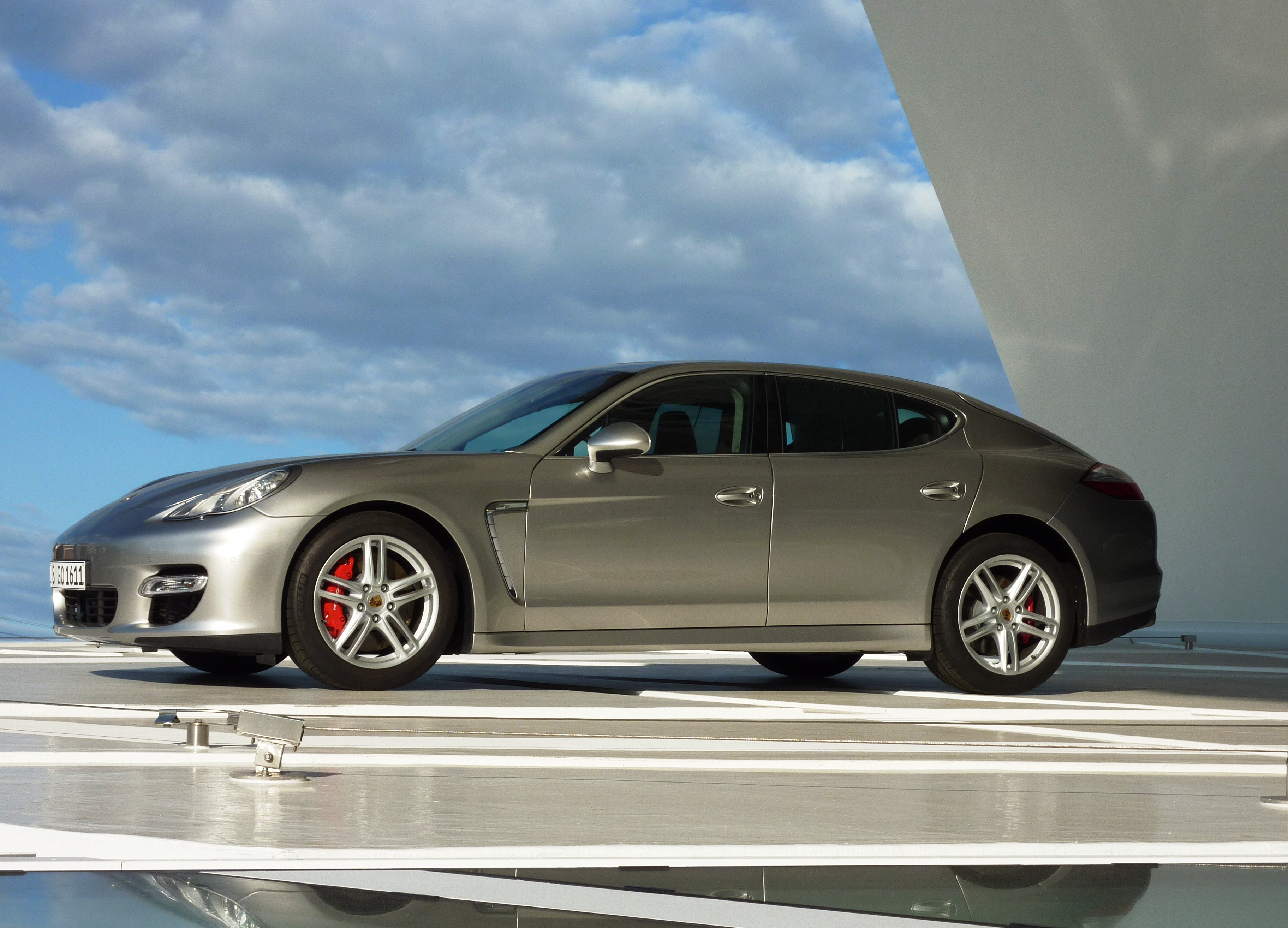
Une Panamera face au nouveau Porsche Museum de Stuttgart.

Bien que la version définitive fut déjà prête, Porsche décide de ne pas présenter la Panamera au Salon international de l'automobile de Genève de mars 2009 pour en réserver l'exclusivité au marché asiatique, et tout particulièrement au marché chinois. Pourtant, deux versions étaient présentes sur le parking visiteurs du salon de Genève et n'ont pas manqué d'être photographiées sous tous les angles par les journalistes, très surpris de la voir là. Peut-être s'agissait-il d'une manière de la présenter de façon officieuse. C'est finalement le 20 avril 2009 que Wendelin Wiedeking présente officiellement la Panamera sur les stands du salon de Shanghai.
Cette volonté de présenter un nouveau modèle en première mondiale dans un pays dit émergent n'est pas sans arrière-pensée stratégique. Alors que la crise bouleverse les marchés américain et européen, dont les segments haut-de-gamme sont saturés, la Chine représente de grandes opportunités commerciales. Selon un récent rapport d'Hurun Report sur les richesses, « 825 000 Chinois affichent un revenu supérieur à 1,5 million de dollars annuels, et constituent une niche potentielle évidente pour Porsche ». Les ventes de Porsche sur le marché chinois étaient jusqu'alors marquées par une croissance de près de 140 %, si bien que le constructeur allemand espère vendre 2 000 unités de sa berline sur le premier semestre 2010 en Chine. Wendelin Wiedeking explique d'ailleurs que « [la marque compte] sur les marchés asiatiques et [a] pleine confiance dans le potentiel économique futur ».

## Design

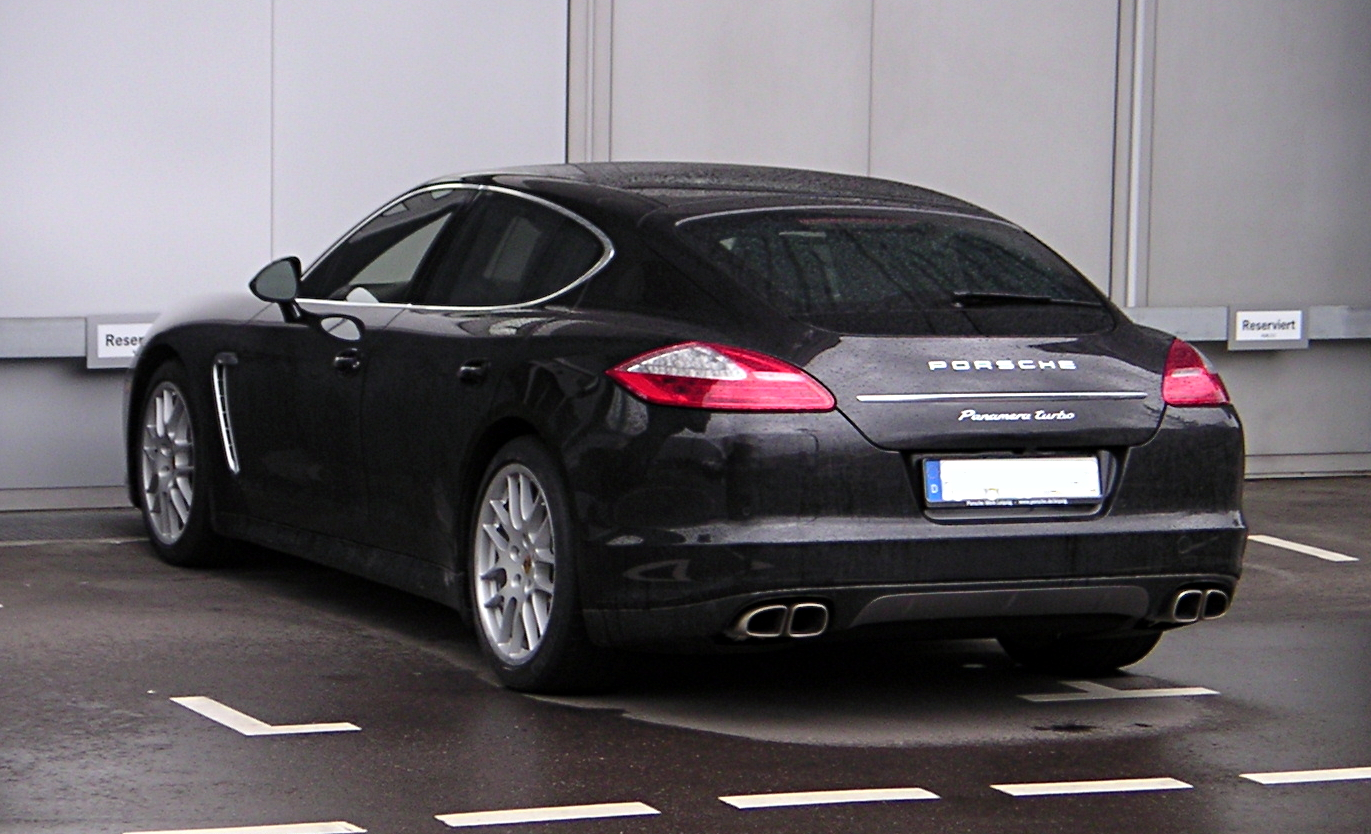
Une Panamera Turbo devant l'usine Porsche de Zuffenhausen.

Le design de la nouvelle Panamera est né d'un mélange des genres. Désignée comme la « première Porsche Grand Tourisme à quatre portes », son dessin est peu conventionnel, reprenant à l'avant le style de la Porsche 911, l'arrière typique d'un coupé et le volume d'une berline. Qualifiée d'« extraterrestre », la Panamera offre des dimensions généreuses, avec 4 970 mm de longueur pour 1 931 mm de largeur. L'objectif fixé par le constructeur allemand est de dessiner une automobile moins ostentatoire, mais plus sportive, avec des courbes agiles.
Selon Porsche, leur principale difficulté dans la conception du design de la Panamera réside dans leur manque d'expérience en termes de berlines. Pourtant, en 1988, le constructeur allemand avait présenté un concept-car, la 989, reprenant la face avant de la 993 ainsi que quelques détails de la 996. L'idée est alors d'étendre le succès de la 928, modèle d’ouverture, à un nouveau segment : celui des berlines. La ressemblance esthétique de ce modèle – qui ne verra jamais le jour en raison d'une chute des ventes de la 928 – avec la Panamera est notable.
La Panamera se démarque par sa silhouette massive en deux volumes, aux traits épais et aux ailes arrière rebondies ; munie d'un hayon très incliné, elle est loin du design de la concurrence, plus typé « coupé, ». Pour le magazine Auto News, la Panamera a une présence imposante, bien que le style 911 convienne peu à « son empattement immense, son dos rond et sa poupe haut perchée ». La Panamera reprend ainsi les traits typiques des Porsche : le capot en U plongeant entre les ailes, la ligne de toit effilée et les blocs optiques ronds sont autant de caractéristiques propres à la marque,. Cependant, leur intégration globale ainsi que l'arrière massif de la voiture ont fait l'objet de critiques, venant aussi bien du public que des journalistes.

## Châssis et suspensions

### Structure

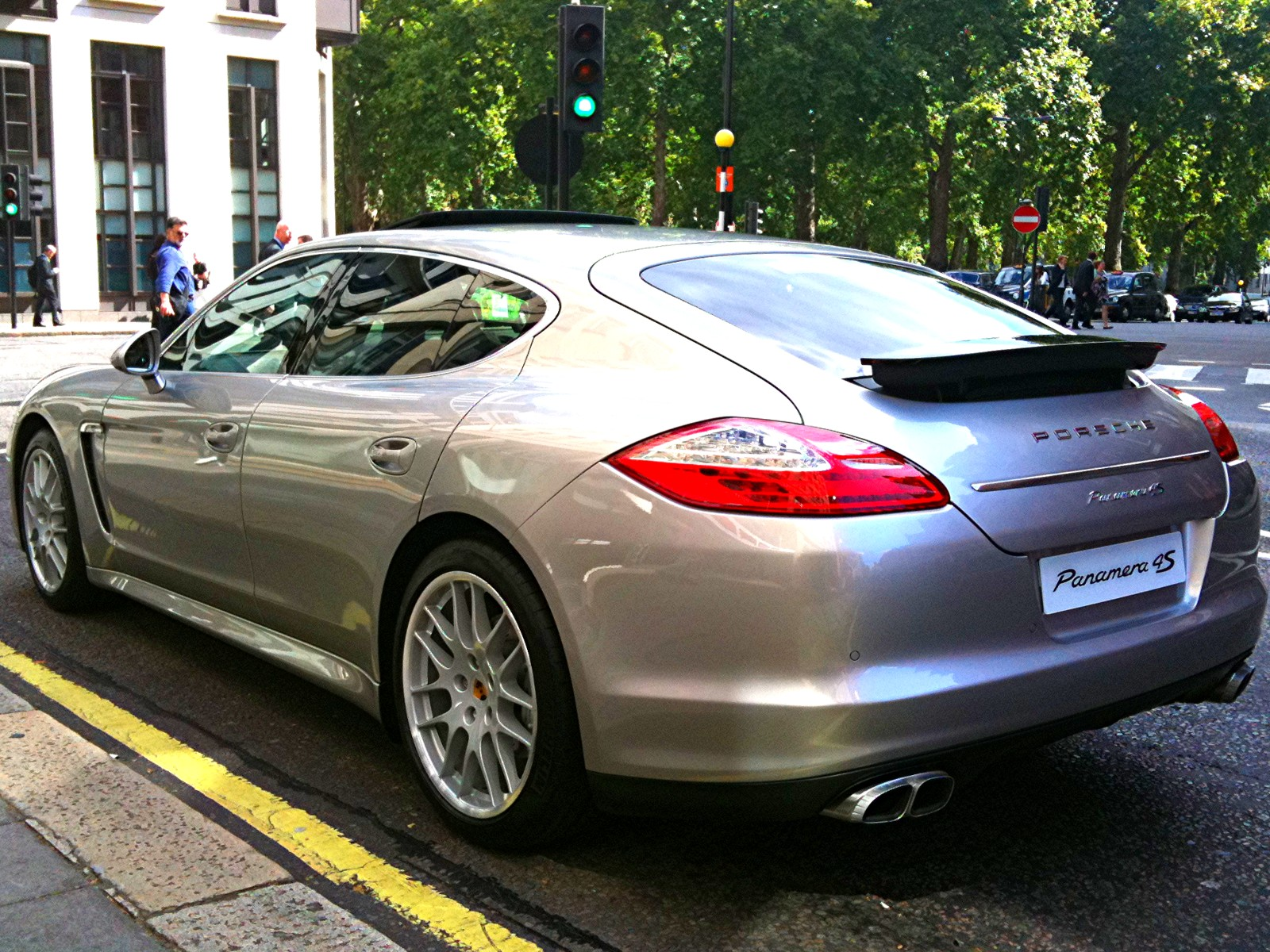
L'aileron arrière de la Panamera s'adapte aux différentes situations de conduite.

Contrairement au Cayenne, développé en coopération avec Volkswagen, la Panamera est entièrement développée par Porsche. Elle dispose d'une structure toute particulière, résultat d'un travail innovant alliant acier, aluminium, matériaux plastiques et magnésium dans le but de réduire le poids de l'automobile. Ces efforts se sont davantage portés sur les pièces de carrosserie que sur la structure porteuse, qui reste en acier. Les portières comportent une structure porteuse en aluminium, obtenue par moulage sous pression traité au laser, et leur encadrement est réalisé en acier à très haute résistance microallié. Le revêtement extérieur utilise également l'aluminium tandis que les cadres des vitres sont en magnésium allégé. La Panamera a en outre été conçue pour accueillir un groupe motopropulseur hybride et partager des éléments avec la deuxième génération de Cayenne.
Le poids de la Panamera S s'en tient ainsi à 1 770 kg, ce qui est au niveau des meilleures de la catégorie, Audi A8 ou Jaguar XJ (X351). De surcroît, les ingénieurs ont apporté un soin particulier à la répartition des masses ; celle-ci s'établit à 54,3 % sur l'avant et 45,7 sur l'arrière pour les versions S et 4S, contre 54,6 à l'avant et 45,4 à l'arrière pour la Turbo,.
Afin de maximiser l'aérodynamisme, notamment à hautes vitesses, et ainsi diminuer la consommation d'essence, le soubassement de la Panamera, comprenant également la zone du tunnel de transmission et du silencieux secondaire, est entièrement caréné. Première mondiale dans le segment, il a fait l'objet d'études pour en déterminer le meilleur profilage et ainsi réduire la résistance de l’air et les forces de levage sur les essieux. Le coefficient de traînée (Cx) de la Panamera atteint ainsi 0,29 et le SCx 0,68 m2. Le Cx perd en revanche un point sur la Turbo, car elle doit laisser entrer plus d'air pour refroidir correctement son moteur.
L'aileron arrière, intégré dans la malle, reçoit une cinématique d'ouverture inédite, s'adaptant aux situations de conduite grâce à quatre inclinaisons différentes. L'aileron s'extrait soit manuellement grâce à un bouton sur la console de bord, soit automatiquement dès 90 km/h. Il se braque alors de 3° vers le bas. À partir de 160 km/h, il s'inverse selon un angle de 5°, qui est porté à 14° à 205 km/h. Sur la Turbo, la surface du spoiler varie également en fonction des situations grâce à une géométrie en trois parties capable de se déplier, optimisant ainsi les performances aérodynamiques.

### Comportement
L'amortissement de la Porsche Panamera est assuré par un essieu à double triangulation avec cadre auxiliaire à l'avant, et un essieu multibras à l'arrière. Tous ces éléments sont en aluminium afin de réduire les masses non suspendues, et ainsi améliorer l'agilité de l'automobile. La Panamera est d'ailleurs, selon l'Autojournal, « très incisive, peu sujette au roulis et incroyablement dynamique ».
Désireuse de concilier la sportivité d'une Porsche au confort d'une berline, la Panamera adopte une technologie innovante de suspensions pneumatiques adaptatives, dénommée PASM. Il s'agit d'une suspension à amortissement variable, grâce à l’adjonction d’air selon le comportement désiré par le conducteur, le tout étant géré électroniquement selon une loi de commande prédéfinie,. Confortable berline pour voyager, notamment grâce à une direction à la fois douce et précise, la Panamera peut adopter un comportement radicalement sportif par une pression sur la touche PASM, modifiant non seulement la loi de pilotage de la suspension, mais diminuant également la garde au sol et abaissant ainsi le centre de gravité. Grâce à une visibilité et une position de conduite excellentes, la Panamera appréhende avec aisance et agilité les courbes les plus sinueuses, malgré un poids de près de deux tonnes.
En option, Porsche propose un dispositif de contrôle du châssis, combiné à un verrouillage de différentiel inter-roues régulé dénommée PDCC. Ce dispositif diminue non seulement le roulis en virage en modifiant en continu l'inclinaison latérale du véhicule, mais améliore également le comportement en ligne droite en compensant les irrégularités de la route,.

## Habitabilité et confort

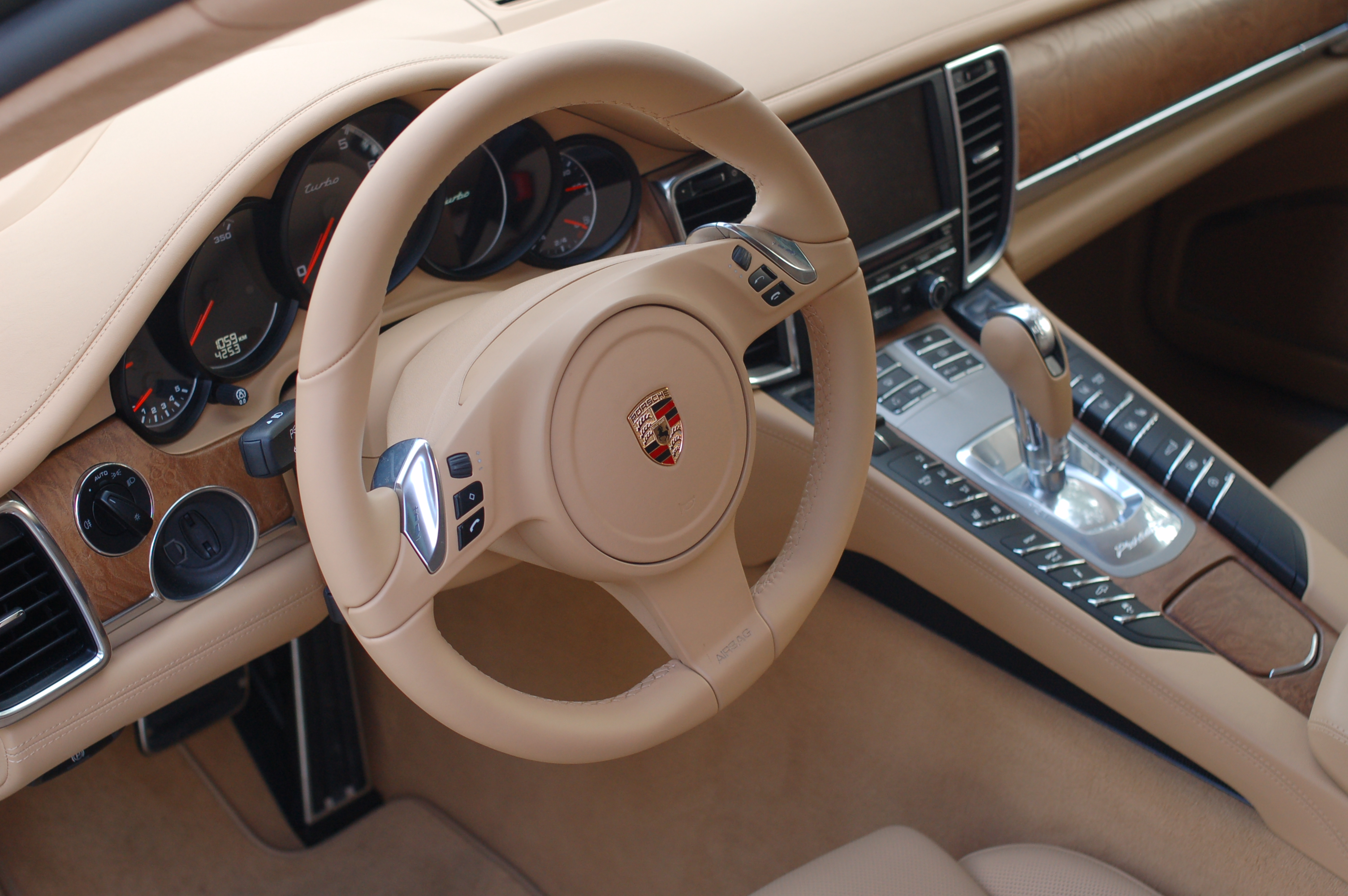
Le poste de conduite de la Porsche Panamera.

La Panamera étant avant tout une berline, sa conception a privilégié l'habitabilité à bord, très satisfaisante tant à l'avant qu'à l'arrière. En outre, l'ambiance à bord est particulièrement réussie, le magazine Sport Auto la qualifiant de magnifique et aussi proche d'un « cockpit d'avion » que d'un « cocon ».
Malgré une ligne de toit effilée, les grands gabarits s'installent aisément aux quatre places grâce à une garde au toit et un espace aux jambes confortables. La largeur aux épaules aux places arrière est néanmoins nettement plus faible qu'à bord d'une Mercedes-Benz Classe S, avec 133 cm pour la Panamera contre 148 cm pour la Classe S. En outre, seuls deux occupants peuvent prendre place à l'arrière, contrairement aux modèles concurrents. Si la sonorité du V8 est bien présente — la Panamera est une sportive avant tout — le confort acoustique des occupants a fait l'objet de nombreux soins. En réalisant des essais sur une maquette en argile, les ingénieurs ont pu déterminer l'origine des phénomènes acoustiques et réduire les sons parasites. Les essais réalisés par l'Autojournal affichent entre 40,6 et 56,1 dB en dessous de 50 km/h, et de 62,2 à 66,3 dB entre 90 et 130 km/h.
L'intérieur est entièrement revêtu de cuir naturel lisse, d'Alcantara et de bois précieux ; l'ensemble est disponible en treize combinaisons de matériaux et de coloris. La Panamera met également en avant des objectifs de modularité et confort. Les sièges sont dotés d'appuis-tête spéciaux, et sont de surcroît disponibles en option avec de multiples fonctions de réglage électrique et de climatisation.

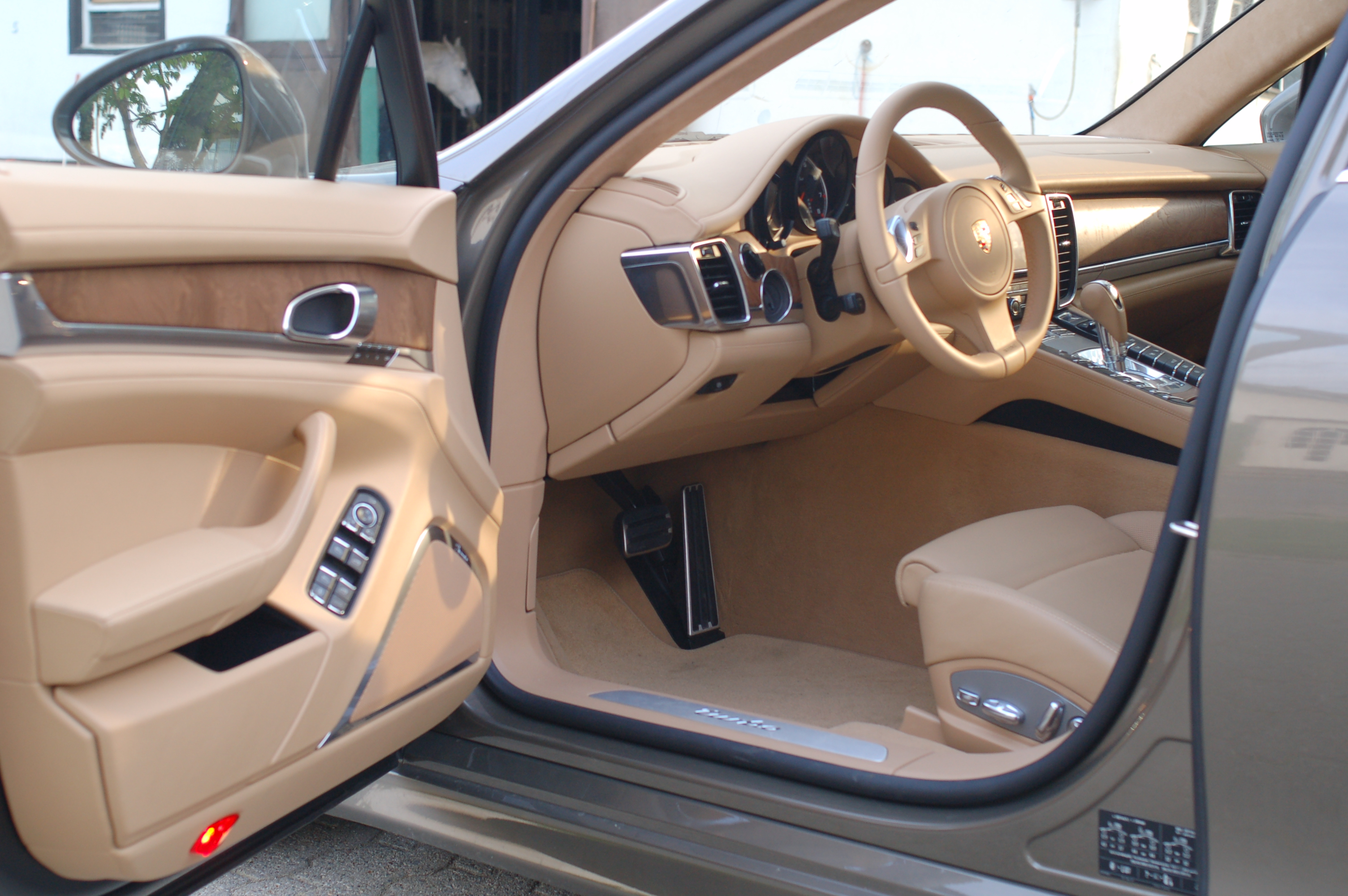
La place du conducteur d'une Porsche Panamera.

La console centrale s'étend sur toute la longueur de l'habitacle, depuis l'écran central tactile de sept pouces jusqu'aux places arrière. On note le grand nombre de boutons présents sur le tableau de bord et la console, bien que disposés de façon fonctionnelle par thème : climatisation, châssis, etc. Une approche à l'opposé des standards actuels, désireux de simplifier l'impression visuelle et tactile. La position d'assise basse, le démarreur à gauche, un volant sport placé à la verticale et un compte-tours central en évidence sont autant de traits caractéristiques de la marque.
Concernant la capacité de chargement, la Panamera propose un coffre d'un volume honorable de 445 litres, dont la contenance peut néanmoins atteindre les 1 263 litres une fois les sièges arrière rabattus. L'accès au coffre, par un hayon unique dans la catégorie, est aisé et peut être facilité par une ouverture électrique en option. En revanche, le seuil de chargement est placé assez haut du sol, à 80 cm. La Panamera offre de série un nouveau système GPS à écran tactile, tandis qu'un système audio à 16 haut-parleurs d'une puissance de 1 000 watts, développé par la marque allemande Burmester, et la climatisation automatique à quatre zones sont disponibles en option sur certaines versions,.

## Boîte de vitesses et transmissions
Outre la boîte de vitesses mécanique à 6 rapports, la Panamera peut être munie d'une boîte robotisée PDK à double embrayage. Utilisant des embrayages humides ZF-Sachs, cette boîte à sept vitesses se révèle à la fois douce et rapide lors des changements de rapport. Elle se montre en revanche hésitante à basse vitesse, faisant tourner le moteur dans le vide avant d'enclencher un rapport de boîte, produisant ainsi des à-coups,.
La position de la boîte, accolée au moteur plutôt qu'à hauteur d'essieu, défavorise la répartition des masses mais facilite l'implantation des organes de transmission ; la Panamera n'a pas ainsi recours à deux arbres longitudinaux parallèles pour assurer la transmission intégrale. Le différentiel est implanté sur le flanc droit du bloc-moteur, entre les 3e et 4e bancs de cylindres. La transmission intégrale est entraînée par un embrayage multidisque, actionné par un moteur électromagnétique. Sa gestion est assurée électroniquement par le Porsche Traction Management qui répartit le couple entre les essieux avant et arrière dans des proportions allant de 5/95 à 50/50, en fonction de la vitesse, de l'accélération transversale, de l'angle au volant et de l'accélération.

## Moteurs et performances

### Un bloc moteur allégé

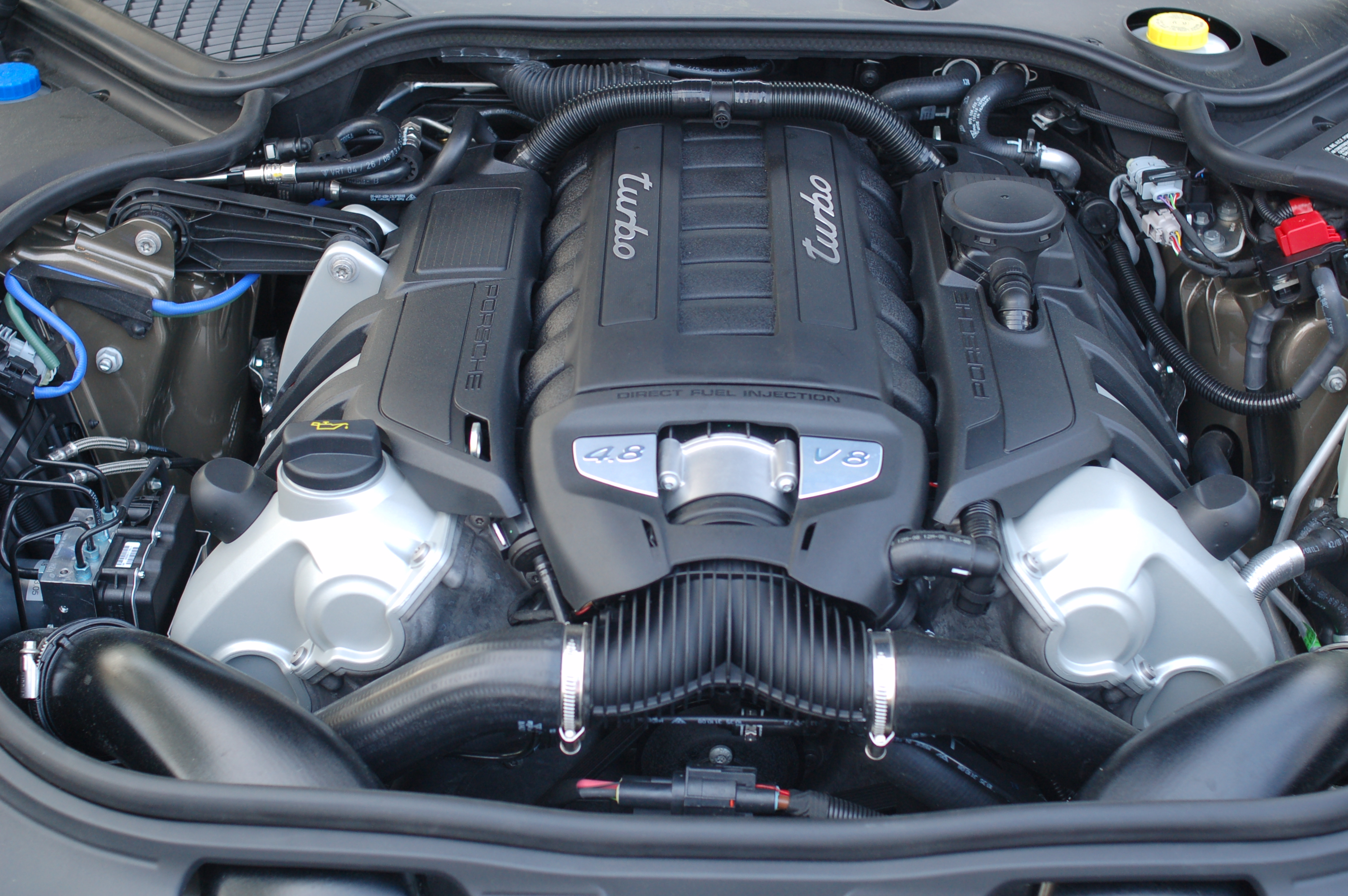
Le compartiment moteur de la Panamera Turbo.

La gamme de motorisations de la Porsche Panamera propose en 2009 deux moteurs à essence à 8 cylindres en V, ouverts à 90°, d'une cylindrée de 4 806 cm3 — le rapport alésage par course est de 96,0 × 83,0 mm. Une autre motorisation essence complète la gamme en 2010 : un V6 de 3,6 litres de cylindrée développant 300 ch.
Ce V8 n'est pas nouveau puisqu'il s'agit de celui du Porsche Cayenne GTS ; celui-ci s'est néanmoins vu infliger une importante opération d'allègement : couvercle de carter de distribution et couvre-culasse en magnésium (- 2,5 kg), actuateurs d'arbres à cames en aluminium (- 1,7 kg), vis en aluminium pour tous les éléments en magnésium (- 1,0 kg) et parois de collecteur amincies (- 1,2 kg). Le vilebrequin et les bielles ont également été allégés, offrant ainsi la possibilité d'atteindre un régime moteur plus élevé. Le moteur, monté en position longitudinale centrale avant, est uniquement associé à une injection directe pour diminuer la consommation d'essence. Toujours dans l'optique d'obtenir un poids minimal, la culasse monobloc et le carter de vilebrequin de type closed-deck sont réalisés en aluminium,.
La Porsche Panamera inaugure par ailleurs une nouveauté majeure en termes de maintien du bloc moteur. Toujours dans l'optique de réduire le poids, la Panamera s'équipe d'une biellette stabilisatrice innovante en polyamide, conçue en collaboration entre le fabricant de supports moteur ContiTech Vibration Control et le fournisseur de matières plastiques BASF. Outre le fait qu'elle a pour fonction de « contrecarrer » une partie du couple développé par le moteur, cette pièce doit assurer une très bonne absorption phonique et une fixation très sûre du moteur dans le compartiment. L'utilisation de cette biellette en polyamide offre un gain de poids de 35 % par rapport à une pièce métallique équivalente, pour des performances comparables.

### Performances d'une sportive
Les versions S et 4S de la Panamera sont mues par un V8 atmosphérique développant une puissance de 400 ch atteinte aux alentours de 6 500 tr/min, pour un couple de 500 Nm disponible sur une plage de régime s'étendant de 3 500 tr/min à 5 000 tr/min. Paisible à bas régime, le moteur « délivre sa puissance avec une grande linéarité ».
Comme son nom l'indique, la plus puissante version, la Panamera Turbo, est équipée de deux turbocompresseurs montés en parallèle. Pour la première fois chez Porsche, les turbos sont intégrés dans les collecteurs d'échappement, ce qui offre l'avantage de minimiser les pertes de pression en amont de la turbine et d'améliorer ainsi l'écoulement des gaz dans les tubulures. Forte d'une puissance de 500 ch et d'un couple de 700 Nm, la Panamera Turbo offre des accélérations « franches et soutenues ». Les décélérations sont toutes aussi franches puisque, équipée du système de freinage en carbone-céramique PCCB avec des disques ventilés de 390 mm de diamètre à l'avant et 350 mm à l'arrière, la Panamera réalise le 200 à 0 km/h sur une distance de 147 mètres. Bien que mordants, les freins classiques en fonte d'acier équipant les versions S et 4S sont à l'inverse peu endurants.
En option, Porsche offre la possibilité de doter la Panamera du Pack Sport Chrono. Associé à la boîte de vitesses robotisée PDK, ce pack propose la fonction Launch Control optimisant les accélérations départ arrêté, tandis que la fonction Overboost, uniquement disponible pour la Panamera Turbo, augmente la pression de suralimentation pendant un court laps de temps. Le couple ainsi amélioré, la Panamera Turbo développe alors 770 Nm. Le 0 à 100 km/h est alors effectué en 4,3 s, le 0 à 200 km/h en 14,4 s et le kilomètre départ arrêté en 22,6 s. Pour comparaison, une BMW M5 réalise le 0 à 200 km/h en 17,7 s.
Certains laissent entendre qu'il est également envisagé, suite à de nouvelles réglementations en Allemagne, que soit produite en 2011 une version hybride de 350 chevaux, moins polluante, de façon à éviter une surtaxe qui entraînerait pour Porsche une importante perte de bénéfices,.

### Réduction de la consommation

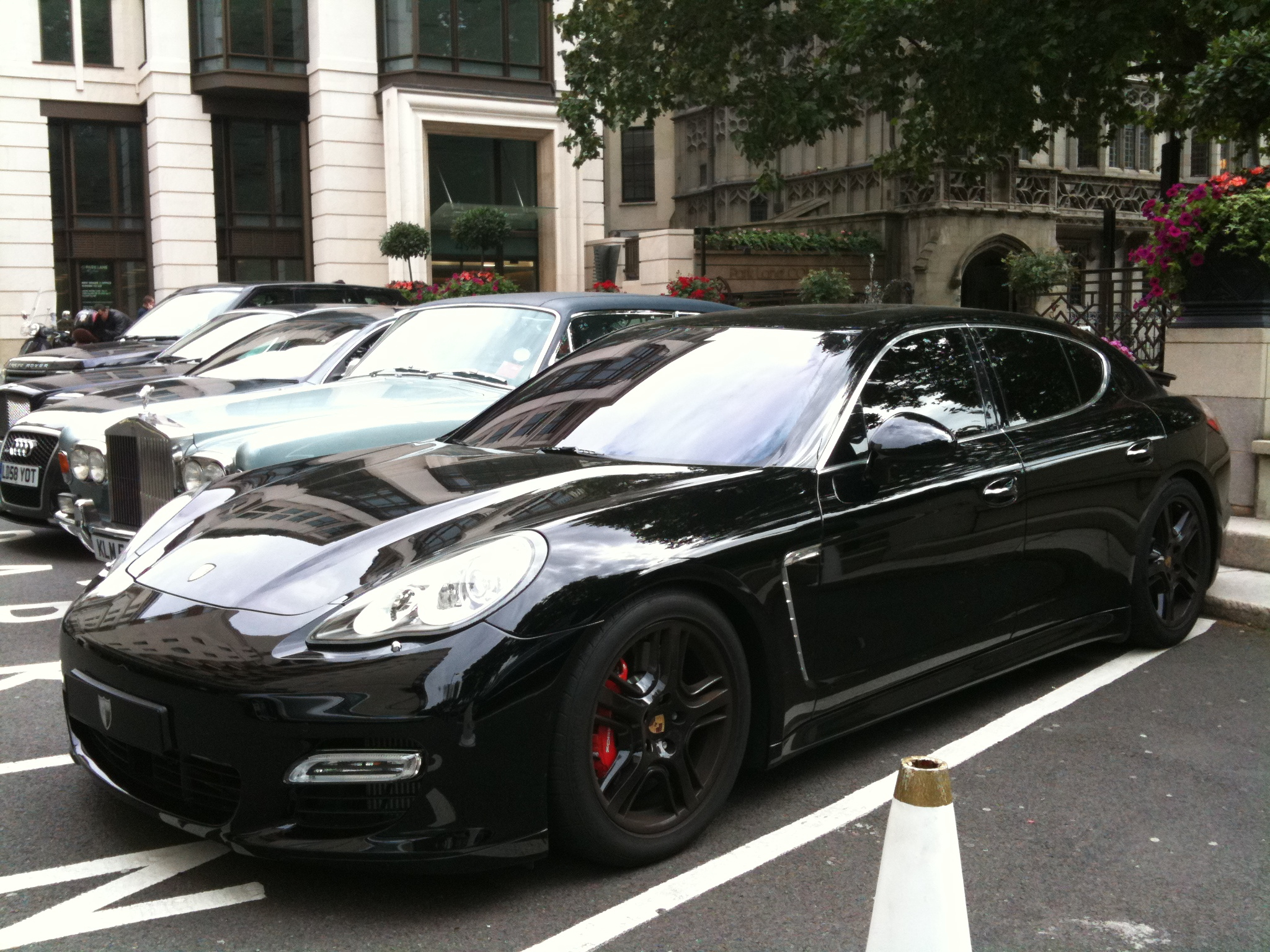
Porsche annonce une consommation de 12.2 ℓ/100 km pour la Panamera Turbo.

La Panamera est la première berline de luxe à proposer le système Stop & Start associé à une boîte à commande robotisée à double embrayage PDK. Traditionnellement, ce système est uniquement associé à des boîtes mécaniques puisqu'il permet de couper le moteur à chaque arrêt et de le démarrer à nouveau lorsque le conducteur appuie sur la pédale d'embrayage. Sur les boîtes robotisées, la pédale d'embrayage est absente puisque l'embrayage se fait sans l'intervention du conducteur. En coupant le moteur lorsque le véhicule est à l'arrêt, la technologie Stop & Start permet d'économiser, selon Porsche, 10 % de carburant en cycle urbain et 5 % en cycle mixte.
Grâce à d'autres dispositifs tels que les pneumatiques à faible résistance au roulement ou le système de réduction du couple de freinage résiduel permettant de diminuer la friction entre le disque et les garnitures de frein lorsque celui-ci n’est pas sollicité, la Panamera 4S annonce une consommation standardisée en cycle mixte de 11,1 ℓ/100 km, inférieure à celle de ses concurrentes telles que la Mercedes S500 4Matic (12,1 ℓ/100 km) ou la Maserati Quattroporte (14,7 ℓ/100 km). La plus puissante des Panamera, la Turbo, revendique quant à elle une consommation standardisée en cycle mixte de 12,2 ℓ/100 km.

### Détails
Il faut également noter que d'autres versions se sont ajoutées au catalogue, comme la Panamera Edition, Diesel Edition, Diesel, 4Edition, S-E Hybrid, 4S Executive, GTS, Turbo, Turbo Executive, Turbo S Executive et enfin le Turbo Exclusive Series (production de 100 exemplaires) qui constitue le haut-de-gamme de la Panamera, pour des prix de base allant de 85 967 € à 253 967 € hors options (décembre 2015).
|                                                                                 | Panamera                       | Panamera 4                     | Panamera S                     | Panamera 4S                    | Panamera Turbo                             | Panamera Turbo S                                    |
| ------------------------------------------------------------------------------- | ------------------------------ | ------------------------------ | ------------------------------ | ------------------------------ | ------------------------------------------ | --------------------------------------------------- |
| Cylindrée                                                                       | 3 600 cm3                      | 3 600 cm3                      | 4 806 cm3                      | 4 806 cm3                      | 4 806 cm3                                  | 4 806 cm3                                           |
| Configuration                                                                   | 6 cylindres en V atmosphérique | 6 cylindres en V atmosphérique | 8 cylindres en V atmosphérique | 8 cylindres en V atmosphérique | 8 cylindres en V Biturbocompressé          | 8 cylindres en V Biturbocompressé                   |
| Puissance                                                                       | 300 ch (221 kW) à 6 200 tr/min | 300 ch (221 kW) à 6 200 tr/min | 400 ch (294 kW) à 6 500 tr/min | 400 ch (258 kW) à 6 600 tr/min | 500/540** ch (367/397** kW) à 6 000 tr/min | 550 ch (405 kW) à 6 000 tr/min                      |
| Couple                                                                          | 400 Nm                         | 400 Nm                         | 500 Nm de 3 500 à 5 000 tr/min | 500 Nm de 3 500 à 5 000 tr/min | 700/770** Nm de 2 250 à 4 500 tr/min       | 750 Nm (800 avec Overboost) de 2 250 à 4 500 tr/min |
| Accélération                                                                    | 0 à 100 km/h en 6,3* s         | 0 à 100 km/h en 6,1 s          | 0 à 100 km/h en 5,6* / 5,4 s   | 0 à 100 km/h en 5,0 s          | 0 à 100 km/h en 4,2 s                      | 0 à 100 km/h en 3,8 s                               |
| Transmission                                                                    | Propulsion                     | Intégrale                      | Propulsion                     | Intégrale                      | Intégrale                                  | Intégrale                                           |
| Consommation                                                                    | 9,3 L/100 km                   | 9,6 L/100 km                   | 12,5* / 10,8 L/100 km          | 11,1 L/100 km                  | 12,2 L/100 km                              | 11,5 L/100 km                                       |
| CO2                                                                             | 218* g/km                      | 225 g/km                       | 293* / 253 g/km                | 260 g/km                       | 286 g/km                                   | 270 g/km                                            |
| Poids à vide (DIN)                                                              | 1 730 kg                       | 1 830 kg                       | 1 770* / 1 800 kg              | 1 860 kg                       | 1 970 kg                                   | 1 970 kg                                            |
| Prix de base                                                                    | 77 356 €                       | 85 608 €                       | 97 405 €                       | 105 209 €                      | 138 666 €                                  | 169 209 €                                           |
| * : avec une boîte robotisée PDK à double embrayage ** : avec l'option Powerkit |                                |                                |                                |                                |                                            |                                                     |

## Ventes
En 2009, Porsche espère en vendre 20 000 par an. Ce chiffre est dépassé, en 2013 la production totale a atteint les 100 000 véhicules.